# 鮑爾德諾布鎮區 (阿肯色州懷特縣)
鮑爾德諾布鎮區（英語：Bald Knob Township）是位於美國阿肯色州懷特縣的一個行政鎮區。

## 地方資料
鮑爾德諾布鎮區的面積為119.44平方千米，當中陸地面積為118.52平方千米，而水域面積為0.92平方千米。根據2010年美國人口普查的數據，當地共有人口4193人，而人口密度為每平方千米35.11人。